# Ескіфйордур
Ескіфйордур (ісл. Eskifjörður) — місто та порт у східній частині Ісландії, є найбільш густонаселеним поселенням муніципалітету Фьярдабіггд.